# Чиндант 1-й
Чинда́нт 1-й (рос. Чиндант 1-й) — село у складі Ононського району Забайкальського краю, Росія. Адміністративний центр Чиндантського сільського поселення.

## Населення
Населення — 619 осіб (2010; 676 у 2002).
Національний склад (станом на 2002 рік):
- росіяни — 85 %